# Minneota
Minneota és una població dels Estats Units a l'estat de Minnesota. Segons el cens del 2000 tenia 1.449 habitants.

## Demografia
Segons el cens del 2000, Minneota tenia 1.449 habitants, 590 habitatges, i 389 famílies. La densitat de població era de 385,8 habitants per km².
Dels 590 habitatges en un 30,7% hi vivien nens de menys de 18 anys, en un 55,6% hi vivien parelles casades, en un 7,6% dones solteres, i en un 33,9% no eren unitats familiars. En el 31,5% dels habitatges hi vivien persones soles el 18% de les quals corresponia a persones de 65 anys o més que vivien soles. El nombre mitjà de persones vivint en cada habitatge era de 2,32 i el nombre mitjà de persones que vivien en cada família era de 2,91.
Per edats la població es repartia de la següent manera: un 24% tenia menys de 18 anys, un 7,2% entre 18 i 24, un 24,4% entre 25 i 44, un 19,3% de 45 a 60 i un 25,1% 65 anys o més.
L'edat mediana era de 41 anys. Per cada 100 dones de 18 o més anys hi havia 84,7 homes.
La renda mediana per habitatge era de 36.375 $ i la renda mediana per família de 46.023 $. Els homes tenien una renda mediana de 30.000 $ mentre que les dones 21.518 $. La renda per capita de la població era de 17.390 $. Entorn del 6,3% de les famílies i el 8,3% de la població estaven per davall del llindar de pobresa.

## Poblacions més properes
El següent diagrama mostra les poblacions més properes.